# MC 485
La MC 485 è stata un'unità della Marina Militare Italiana.
Al termine della seconda guerra mondiale in forza del Trattato di pace del 1947, alla Marina Militare Italiana non era consentito l'impiego di motosiluranti. Le unità superstiti tra le Vedette Antisommergibili tipo Baglietto e le motosiluranti tipo CRDA vennero classificate motovedette. Altre motosiluranti alleate, quali le Vosper 70ft., le Higgins 78ft. e le Elco 80ft. rimaste abbandonate in Italia vennero acquistate a Palermo nel febbraio 1947 presso l'A.R.A.R. e poiché le clausole del Trattato di pace non consentivano l'impiego di motosiluranti queste unità vennero iscritte nel Quadro del Naviglio ausiliario con la classificazione Galleggianti Inseguimento Siluri (G.I.S.) e rimorchiate negli arsenali di Taranto e di La Spezia per provvedere al loro ripristino. In totale vennero acquistate ventisei motosiluranti U.S.A., concesse durante la guerra alla Gran Bretagna in "Lend-Lease" e restituite pro forma alla US Navy a fine guerra. Dopo un approfondito controllo delle effettive condizioni di ogni imbarcazione, fu presa la decisione di riarmare le "Higgins", parte delle "Vosper" e nessuna delle due "Elco", tra l'altro di modello piuttosto obsoleto e reduci da un più lungo ed intenso impiego bellico con la Royal Navy. L'esigenza per la quale queste unità erano state acquisite era quella di poter disporre di un discreto numero di unità veloci costiere da impiegare nell'allora delicato settore dell'Adriatico per il possibile contrasto alle motosiluranti jugoslave. In totale, oltre alle due Elco scartate, vennero acquistate sette Higgins, tutte entrate in servizio e riarmate, e diciannove Vosper, tredici delle quali riallestite, sei cannibalizzate.
Decadute le clausole del Trattato di Pace, tutte le unità furono iscritte nel Quadro del Naviglio Militare il 1º aprile 1951 e poi classificate motosiluranti il 1º novembre 1952.

## Storia
Nel 1952 la Marina Militare mentre era in corso il riarmo delle "Vosper" e delle "Higgins", acquisì, sul mercato dell'usato, anche un'altra unità del tipo motosilurante una vecchia e logora Schnellboot del tipo Lűrssen "S 38", (la ex S-67 del 1942) sopravvissuta alla guerra, dotata di motore Diesel veloce, catturata assieme ad altre unità tedesche dagli Alleati nella primavera del 1945, poi disarmata e preda bellica britannica venne venduta nel 1948 a privati, operando per qualche tempo come mercantile con il nome di Torus.
Le "S 38" erano derivate dal tipo "S 26" ed erano unità particolarmente veloci, robuste e di ottime qualità nautiche ed erano state univocamente giudicate il miglior modello di motosilurante tra i molti che avevano operato su tutti i fronti dal 1940 al 1945. Gran parte delle brillanti prestazioni delle Schnellboote derivava dalle indovinate caratteristiche della celebre carena a sezione tondeggiante progettata dai cantieri Lürssen di Brema-Vegesack con un castello di prua che nascondeva i due tubi lanciasiluri da 533 mm nella carena, che conferiva alla prora di queste unità un aspetto caratteristico, unite alla notevole potenza specifica degli ottimi motori diesel veloci Daimler MB, tanto che nel dopoguerra, la costruzione di molte delle nuove unità veloci costiere si ispirò tanto a quella carena, quanto a quel tipo di motori i quali, tra l'altro, funzionando a gasolio, offrivano caratteristiche di sicurezza ben superiori a quelle dei tradizionali motori a benzina. Le unità di questo tipo nel 1942-43 vennero dotate di un ponte di comando protetto chiamato Kalotte a forma di "guscio di tartaruga" e la S-67 fece da prototipo per l'introduzione della cupola (Kallotte) blindata sul ponte di comando essendo stata la prima a sperimentare questa cupola in acciaio ad elevata resistenza dallo spessore di 10 mm, che proteggeva timoneria e controplancia, con feritoie in plexiglas. Lo scafo aveva una lunghezza di 34,9 m e il dislocamento era di 135 tonnellate di stazza lorda.
L'unità venne ordinata il 26 agosto 1940, n° di costruzione 12860, realizzata nel cantieri Lürssen di Brema-Vegesack, venne impostata sugli scali il 29 luglio 1941, varata il successivo 23 ottobre, entrando in servizio il 19 marzo 1942, al comando del Kapitänleutnant Felix Zymalkowski inquadrata nella 2 S-Flottille svolgendo la sua prima azione di guerra già il 31 marzo uscendo dal porto olandese di IJmuiden per un'azione di posa di mine, innalzando l'insegna del capo flottiglia, Dopo una lunga serie di missioni quasi tutte di posa di mine svolte tra aprile e luglio 1942, una delle quali, il 3 giugno 1942, per noie alle macchine, dalle basi prima di Ijmuiden e poi da Ostenda, Boulogne e Cherbourg, nella notte tra l'8 e il 9 luglio 1942, la 2 S-Flottille colse il maggior successo quando con una formazione partita dalla base di Cherbourg, composta da sette/otto motosiluranti, ha attaccato un convoglio costiero alleato proveniente da Milford Haven e diretto a Portsmouth, composto da 13 mercantili con la scorta di un caccia classe Hunt e di due navi pattugliamento, affondando cinque piroscafi (di cui tre norvegesi e uno olandese) e un trawier di scorta, per un totale di 12.192 t di stazza lorda. In particolare la S-67 ha silurato al largo Lyme bay la nave cisterna Pomelia costruita nel 1937 per la Anglo-Saxon Petroleum.
Dopo alcune missioni di posa nel canale della Manica la 2.S-Flottille viene ridispiegata a metà agosto da Cherbourg a Ijmuiden dove opera al riparo in un apposito bunker. L'11 settembre sei motosiluranti tedesche in missione anticonvogli hanno uno scontro con tre MGB britanniche, una delle quali (MGB 335) in fiamme con tre morti a bordo e con le macchine in avarie, viene abbandonata dal proprio equipaggio e quindi rimorchiata da due S-boot tedesche nel porto olandese di Den Helder dove la MGB venne accuratamente esaminata allo scopo di ricavarne utili informazioni sugli apparati di radiolocalizzazione, identificazione e contromisure utilizzati dalle MTB/MGB britanniche, più sofisticati di quelli delle unità tedesche.
Il 27 settembre la flottiglia posa nel canale della Manica 108 mine su una delle quali affonderà il 7 ottobre una piccola nave cargo inglese. Il 1º ottobre la S-67 deve abbandonare una missione per una avaria al timone e il capo macchinista Heinrich Schmidt verrà decorato il successivo 17 novembre con la Croce di Ferro in oro per aver riportato in porto il battello solo con l'ausilio delle macchine.
Il 1º dicembre Felix Zymalkowski lascia il comando dell'unità per assumere quello della 8. S-Flottille. Dopo le riparazioni nel gennaio 1943 la S-67 viene inviata a Swinemünde nel Baltico presso la Schüleflottiglie per svolgere attività addestrativa.
Nel maggio/giugno 1943 la flottiglia operando da Cerbourg in Normandia e da Saint Peter Port nelle Isole del Canale, opera diverse missioni di posa di mine lungo le coste inglesi del canale della Manica. Il 7 ottobre durante una missione partita da IJmuiden la S-67 ha un'avaria alle macchine.
Nel febbraio 1944 effettua varie missioni di posa di mine nel canale della Manica lungo la rotta dei convogli alleati e il 23 febbraio durante una di queste missioni in seguito ad uno scontro con un cacciatorpediniere della Classe Hunt la S-128 speronò la S-94 con conseguente affondamento delle due motosiluranti, con la S-67 e la S-86 che ne recuperarono gli equipaggi. II 26 marzo durante un attacco ad un convoglio l'imbarcazione viene colpita da un cacciatorpediniere inglese con una mitragliera da 40 mm fuori uso, e un morto e due feriti tra l'equipaggio.
LA S-67 passa quindi dalla 2. S-Flottille alla 8. S-Flottille al cui comando ritrova Felix Zymalkowski primo comandante dell'unità, continuando ad operare intensamente nelle acque del Mare del Nord e della Manica in missioni di posa di mine, per essere ridislocata, proprio nei giorni precedenti l'Operazione Overlord, nel Baltico con compiti addestrativi per poi essere inviata nel golfo di Finlandia dove era in corso l'avanzata sovietica e alla fine dell'anno rientrare nel teatro operativo del Mare del Nord e del Canale della Manica.
Alla fine del conflitto limbarcazione venne catturata assieme ad altre unità tedesche dagli Alleati. Assegnata quale preda bellica ai britannici rimase inutilizzata e alla fine venne venduta nel 1948 ad un operatore commerciale operando per qualche tempo come mercantile fin quando all'inizio del 1952 venne acquistata dalla Marina Militare Italiana.
L'imbarcazione venne trasferita all'Arsenale di La Spezia, messa in cantiere, esaminata ed ispezionata in tutti i dettagli. L'unità venne inizialmente classificata motovedette con designazione MV 621, in quanto le clausole dei Trattati di Parigi impedivano all'Italia di avere unità siluranti. Il 1º novembre 1952, venute meno le clausole più restrittive del trattato di pace che vietavano all'Italia il possesso di questo tipo di unità, e con l'ingresso dell'Italia nella NATO, l'unità fu ridesignata motosilurante con la "caratteristica" MS 621 e il 1º gennaio 1954 ebbe il distintivo ottico definitivo 485 di tre cifre con il quattro come prima cifra tipico in ambito NATO delle unità da pattugliamento italiane.
I lavori a cui l'unità venne sottoposta comportarono una revisione generale. Al termine dei lavori l'armamento era articolato in due mitragliere singole Bofors da 40/56 sistemate nella zona poppiera e due tubi lanciasiluri in lega leggera tipo San Giorgio da 533 mm incorporati nel castello di prora. L'unità venne anche dotata un radar di scoperta navale, moderni apparati di trasmissionericezione HF, VHF e UHF e bussola giroscopica. Al termine dei lavori il profilo dell'unità risultò leggermente modificato con l'installazione dell'alberetto per ospitare il radar e l'allungamento della protezione della plancia, per consentire la creazione di un piccolo locale per il radar e per il carteggio. Dopo il completamento dei lavori nell'estate del 1953, nel corso dell'anno successivo, l'unità modificò la propria "caratteristica" prima in MS 485 e successivamente in MC 485, quando il 10 settembre 1954 venne definitivamente classificata motocannoniera.
Il primo periodo di attività dell'unità venne in buona parte impiegato in diverse serie di prove per verificarne prestazioni e caratteristiche, ottenendo in carico normale velocità intorno ai 32 nodi, con una autonomia di 500 miglia, inferiori agli originari 40, ma solo di poco minori rispetto ai 34 ottenuti dopo l'installazione della pesante Panzerkalotte che aveva caratterizzato nella seconda parte del conflitto queste motosiluranti. Parte dei risultati di queste prove ed esperienze costituirono la base per la progettazione e la realizzazione del progetto della successiva Folgore allora in costruzione a Monfalcone e per la realizzazione delle motocannoniere, in seguito costruite nei cantieri nazionali.
Dopo una serie di prove e collaudi effettuati nella base di La Spezia, la MC 485 passò alle dipendenze del COMOS, il Comando Motosiluranti di Brindisi svolgendo una intensa attività, operando nelle acque dello Ionio e soprattutto lungo la costa adriatica assieme alle squadriglie di motosiluranti e alzando sovente l'insegna del Comando Flottiglia. Le sue buone qualità nautiche la rendevano idonea ad operare ad alta velocità anche in condizioni di mare mosso, dimostrando nel complesso ben altre prestazioni rispetto alle più piccole motosiluranti, pur leggermente limitata, in ragione delle sue dimensioni, nella manovra all'interno di taluni piccoli porticcioli adriatici. Nel 1956 costituì insieme alla Folgore la 49ª Squadriglia motocannoniere. Nel 1958 la motosilurante venne sottoposta a dei lavori presso l'Arsenale di Taranto per la sistemazione a poppa di ferroguide smontabili per la posa di mine da fondo.
Tra il 1958 e il 1962 la MC 485 ha partecipato a numerose esercitazioni nazionali e interalleate impiegata come nave comando della 1ª Flottiglia Motosiluranti, operando principalmente in Adriatico.
All'inizio del 1963 prese parte con altre unità della 49ª Squadriglia motocannoniere ad importanti esercitazioni nello Ionio e nel Tirreno. Nell'estate dello stesso anno venne impiegata in Sardegna per controllare le operazioni di sgombero del poligono di lancio di missili nella zona di Arbatax. Al termine rientrò alla base di Brindisi continuando a svolgere la sua attività addestrativa.
In seguito alla diminuzione del rendimento con la velocità massima ridotta a non più di 28 nodi, venne inviata all'Arsenale di Taranto per un ciclo di lavori straordinari, ma constatato che lo scafo aveva ceduto in più punti non venne ritenuto opportuno procedere alla sua messa in efficienza e l'unità venne posta in disarmo il 1º luglio 1964 per essere poi radiata il 1º marzo 1966.

## Galleria d'immagini

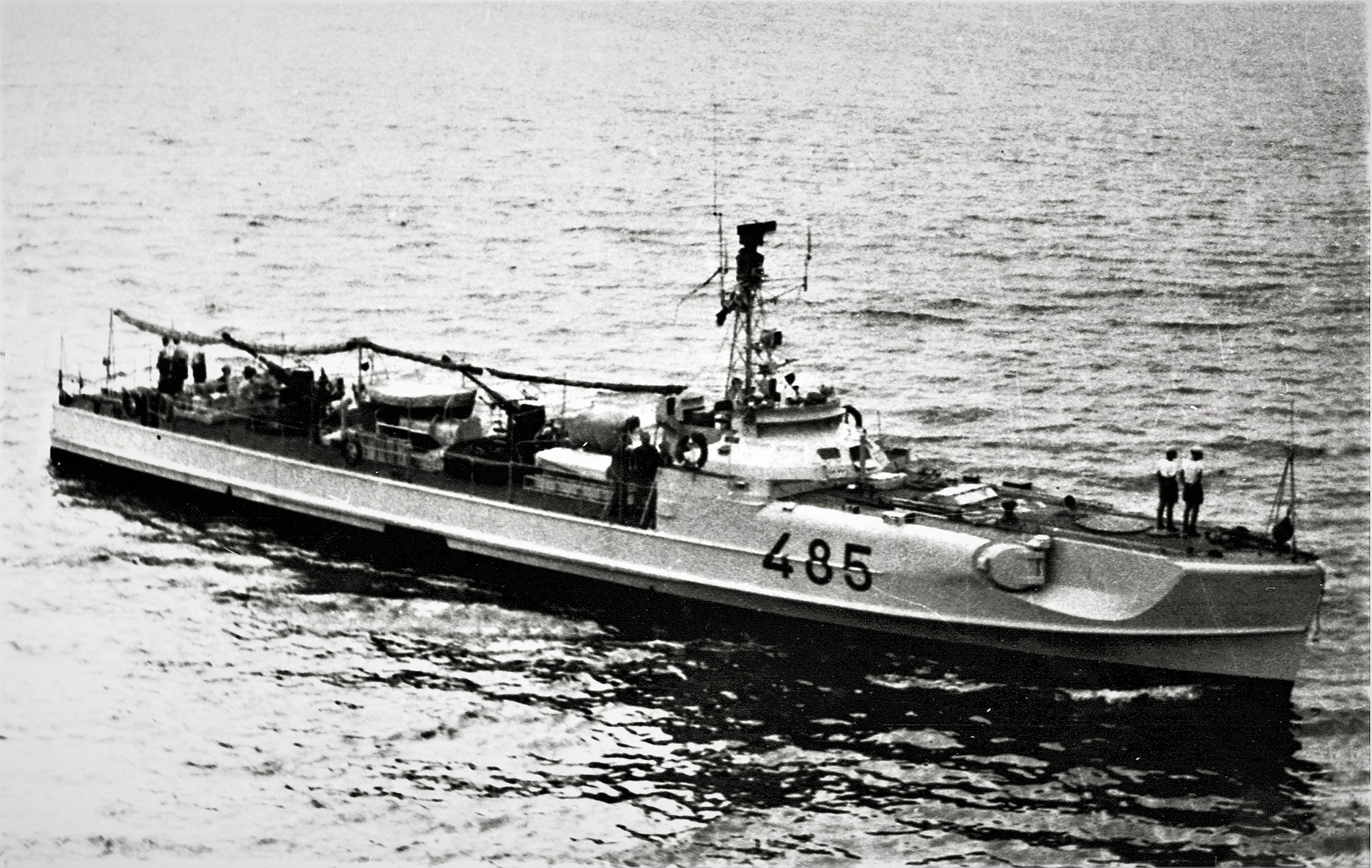
MC 485 in navigazione
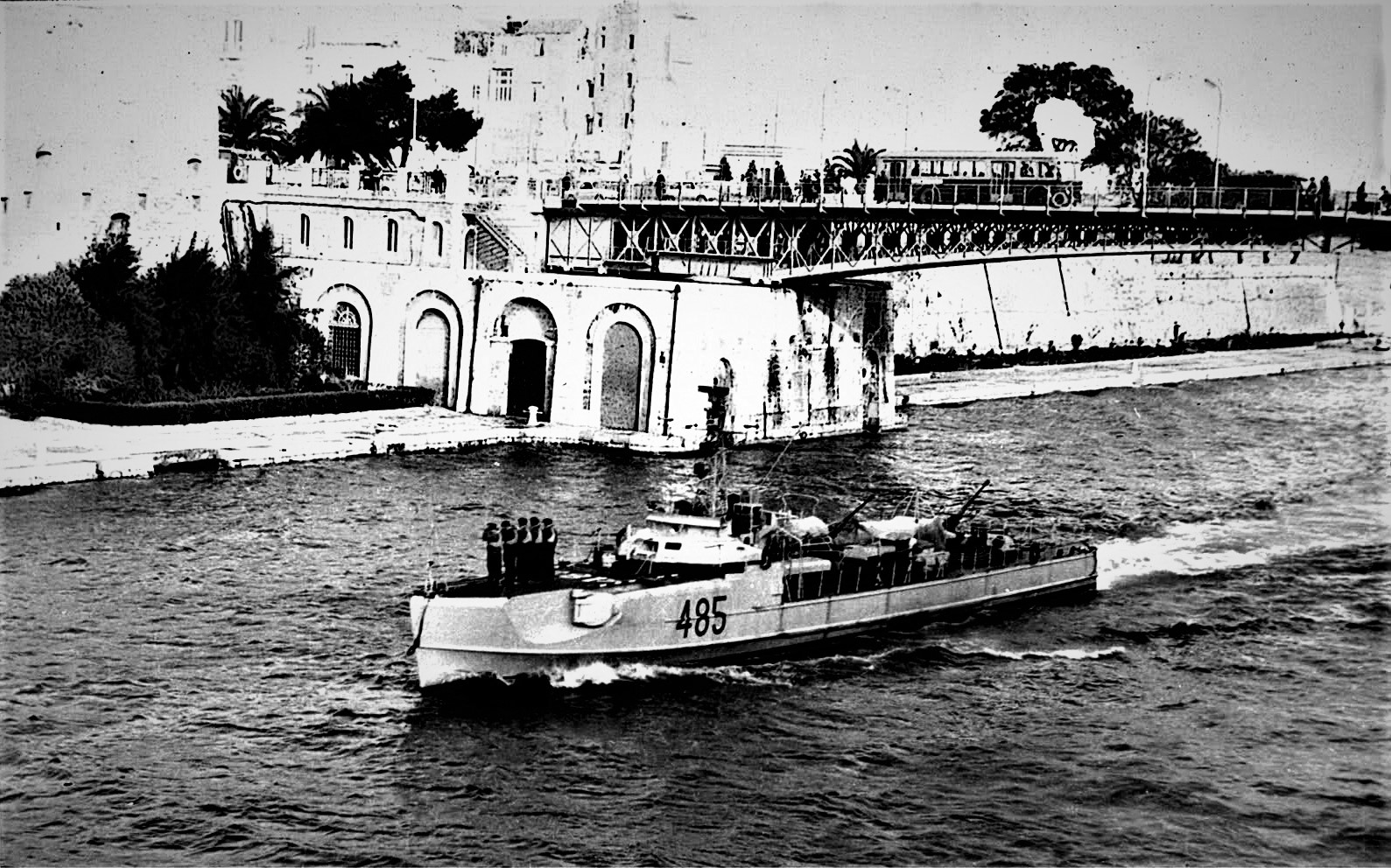
MC 485 a Taranto
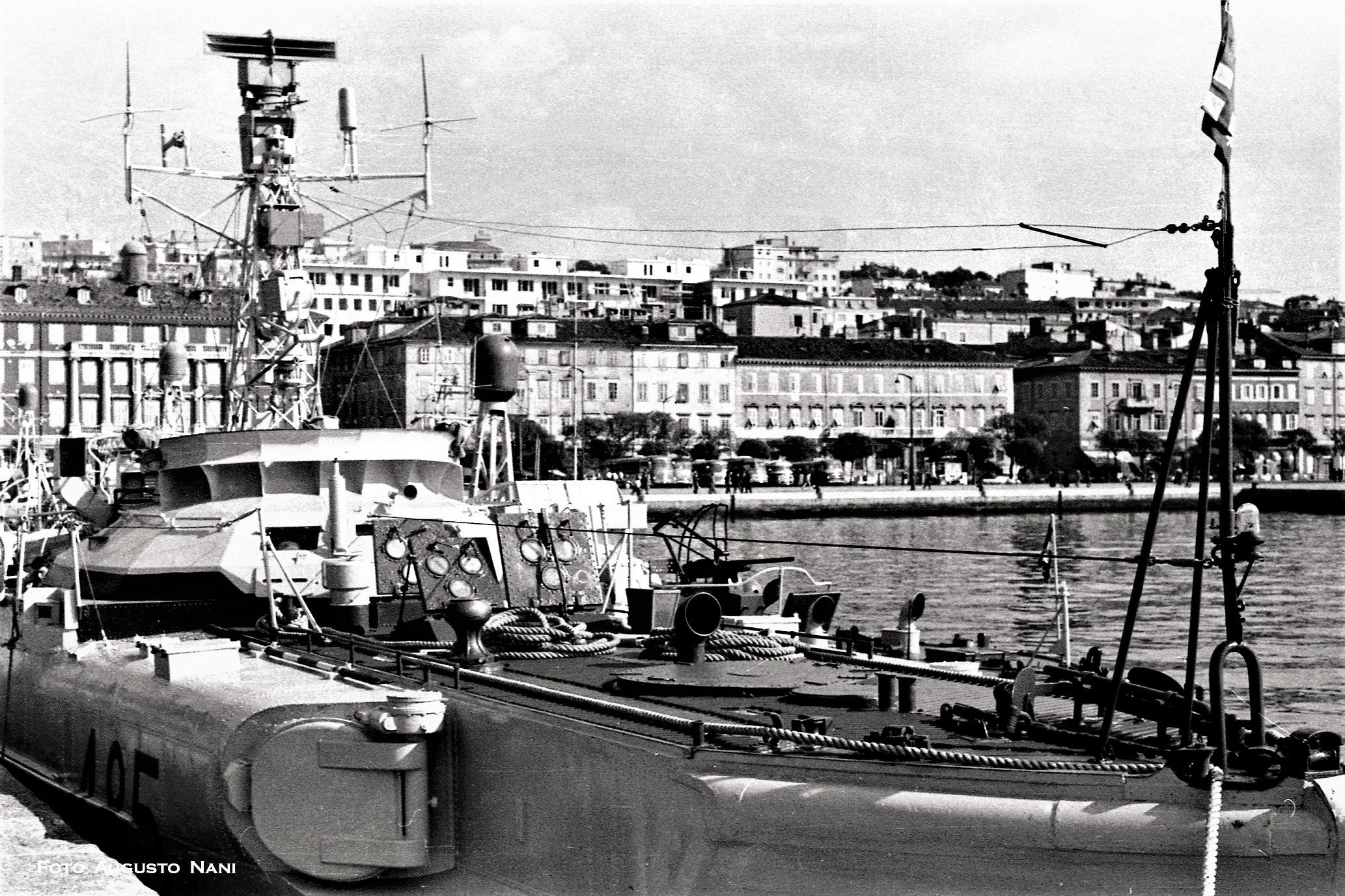
MC 485 a Trieste
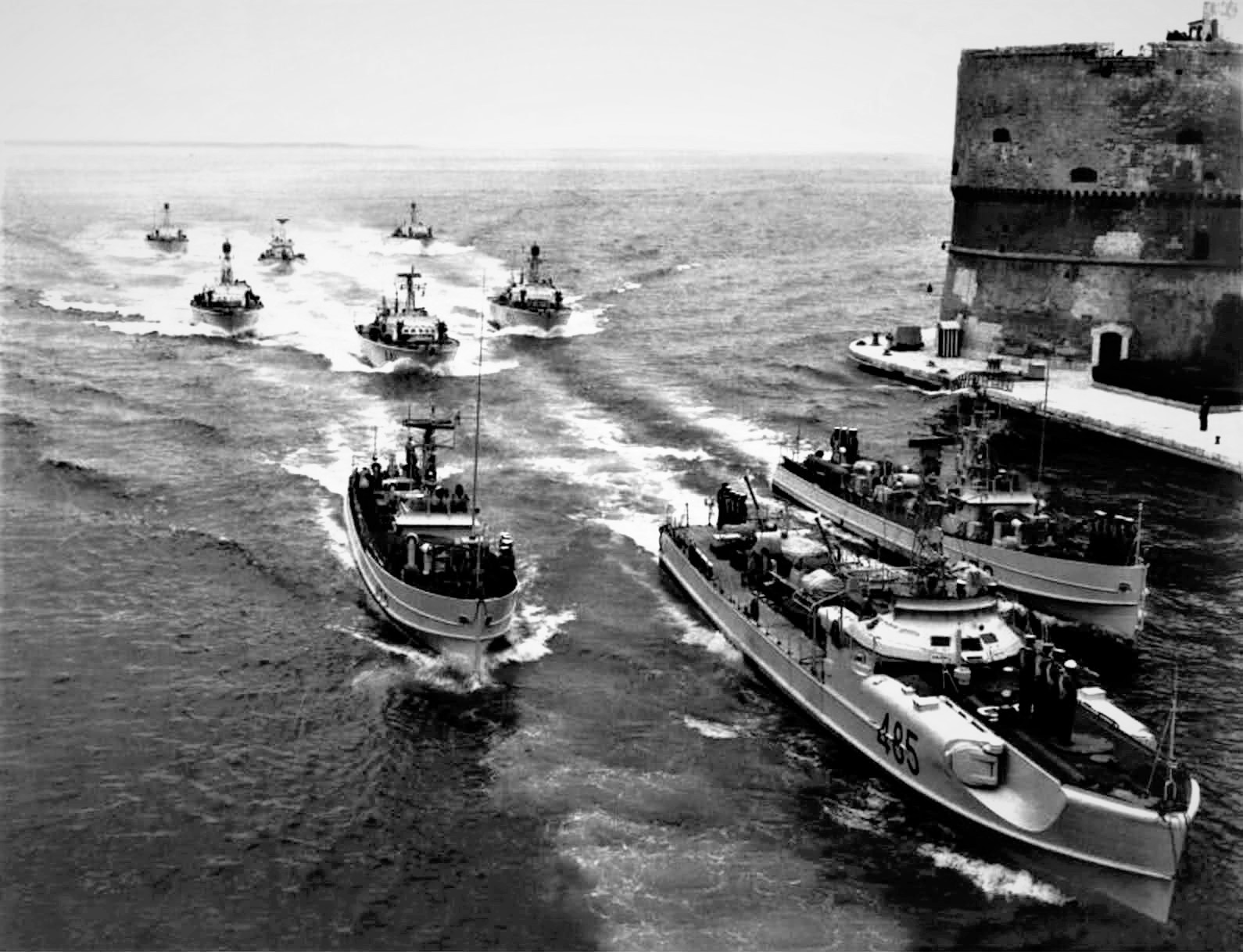
MC 485 in funzione di capo flottiglia